# Davide Viganò
Davide Vigano (født 12. juni 1984) er en italiensk tidligere professionel cykelrytter.